# خودمیزبان (خدمات وب)
خودمیزبان (انگلیسی: Self-hosting)
خودمیزبان در زمینه مدیریت وب سایت و انتشار آنلاین برای توصیف عمل راه‌اندازی و نگهداری وب سایت با استفاده از یک سرور وب خصوصی به کار می‌رود. مفهوم خودمیزبان وب بیشتر در موقعیتی که یک مدیر وب سایت دارای میزبان روشن و فوری باشد کاربرد دارد اما با این حال، این اصطلاح را در سایر شرایط نیز می‌توان اعلام کرد. راه حل میزبانی شده هر خدمتی است که به آن یک ارائه دهنده خارجی برای ارائه خدمات کاملاً مدیریت شده متکی است، که می‌تواند شامل فضای کافی سرور، پشتیبانی در صورت تقاضا، و به روزرسانی منظم نرم‌افزار باشد.